# Новосілка (річка)
Новосілка — річка в Україні, у Фастівському, Сквирському та Попільнянському районах Київської та Житомирської областей, ліва притока Роставиці (басейн Дніпра).

## Опис
Довжина річки 14 км, похил річки — 3,1  м/км, 74,9 км², найкоротша відстань між витоком і гирлом — 9,37  км, коефіцієнт звивистості річки — 1,49 . Формується багатьма безіменними струмками та водоймами.

## Розташування
Бере початок у селі Степове. Спочатку тече на південний захід, а потім на південний схід і на околиці села Чубинці впадає в річку Роставицю, ліву притоку Росі.
Населені пункти вздовж берегової смуги: Новоселиця, Краснянка, Таборів.

## Притоки
Рогозянка - річка у Сквирській міській громаді Білоцерківського району Київської області. Бере початок у селі Дунайка, тече на південь через село Рогізна і впадає у Новосілку між селами Краснянка і Таборів